# 板谷峠
板谷峠（いたやとうげ）は、山形県米沢市の吾妻山北麓にある、奥羽山脈を越える山形県・福島県境近くの峠である。標高は755 mで、米沢藩の参勤交代路としても使われていた。

## 地理
板谷峠は中央分水界にあり、東は松川を経由する阿武隈川水系、西は羽黒川を経由する最上川水系である。板谷峠自体は米沢市内の板谷集落（板谷駅付近）と大沢集落（大沢駅付近）を結ぶ。板谷峠という言い方は、その単独の峠だけでなく、福島市と米沢市を結ぶ奥羽山脈越えのルート全体を指すことがあり、特に鉄道の奥羽本線沿いのルートを、北方の栗子峠と区別して示すために用いられる。

## 鉄道
日本の鉄道においては奥羽本線における一区間で、板谷峠を挟む区間には現在山形線の愛称となっている。開業以来、険しい地形と日本でも指折りの豪雪地帯という厳しい自然条件に苦しめられ、信越本線横川 - 軽井沢間の碓氷峠や、山陽本線八本松 - 瀬野間の瀬野八と並ぶ難所とされる。
1997年10月1日に碓氷峠区間が廃止された後はJRの幹線で最も急勾配の区間となっており、地方交通線を含めても戦時買収路線である飯田線の沢渡駅 - 赤木駅間の40‰に次ぐ。山形県内の3駅（板谷駅、峠駅、大沢駅）のスイッチバック遺構は、2007年（平成19年）に経済産業省が近代化産業遺産の第2陣として認定している。

### 建設計画
奥羽本線は、鉄道敷設法による第一期路線として1892年（明治25年）から1893年にかけ計画の承認および実地調査、測量が行われ、最初の工事区間となった福島 - 庭坂間の着工から約5年の歳月をかけて1899年5月15日に開通。
建設計画では勾配や経路の異なる3つの案を検討し、
- 現行の経路に近い板谷第1線（一部区間をアプト式、勾配は最大66.7‰）
- 東福島駅付近から西に分岐して峠に向かう板谷第2線（アプト式を使用せず勾配は33.0‰）
- 飯坂温泉のほうへ北上、迂回して七ヶ宿町沿いに米沢に向かう茂庭線（勾配は33.0‰）

最終的には板谷第1線の経路を基に勾配を第2線と同じ33.0‰に抑えたものとなった。

線路ノ形勢設計ノ概況　奥羽線（抜粋）
本線路ハ日本鉄道会社線ノ福島停車場ニ起リ西向シテ笹木野村ヲ経庭阪二至ル此間平夷ニシテ著シキ工事ヲ要セス是ヨリ漸次山間ニ入リ四十分一勾配シ取テ松川ニ沿フテ上リ大日向ニ至ル此間川状屈曲岸崖懸絶ノ間ヲ経過スルニ依リ深谿シ塡メ岩石ヲ剷リ三百十七呎乃至三千三百呎ノ隧道ヲ穿ツ四ケ所百呎乃至四百二十呎ノ橋梁ヲ架シテ同川ヲ渡ル三回等工事頗ル巨大ナリ
夫ヨリ上流ハ地勢倍々険峻ニシテ普通勾配ノ範囲内シ以テ布線スル能ハサルニ依リアブト式施行ノ計画ヲ以テニ十分一乃至十五分一ノ勾配ヲ取リ二百九十七呎乃至七百七十二呎ノ隊道ヲ穿ツ四ケ所福島山形ノ県界大沢ノ深谷ヲ渡ルニ四百呎ノ橋梁ヲ架シ板谷駅ノ裏面ヲ上ル二哩程ノ所ニ於テニ千二百四十呎ノ隧道ヲ穿チ十四哩六十一鎖ノ所ニ至リ僅少ノ水平線ヲ置クヲ得タリ此地本線中ノ最高点ニシテ海面ヲ抜クニ千三百八十七呎ナリ
夫ヨリ十五分一ノ勾配ヲ以テ西下スル二哩十三鎖七百呎ノ隧道ヲ穿チ二百呎ノ橋梁ヲ以テ羽黒川ヲ渡リ十七哩二十六鎖ニ至リ地勢稍緩ナルニ依リ四十分一ノ勾配ニ易へ羽黒川ノ南岸ニ沿ヒ大沢宿ノ横側ヲ経大小屋川ニ七十呎ノ橋梁ヲ架シ山側ヲ縈回シ羽黒川ヲ渡ル四回橋長二百十呎ヨリ四百九十呎マテトスニ十一哩十二鎖ニ至リ六百六十呎ノ隊道ヲ穿チテ関根ニ達ス是ヨリ地勢稍平衍著シキ工事ヲ要セスシテ白簇官林ヲ貫キ米沢市ノ花沢町ニ達ス
　　付記

本線選定ノ外米沢福島間ニ二線秋田鷹巣間ニ二線シ測量セシコト前文插記セシ如シ左ニ其梗概ヲ記述スヘシ
板谷第二線 此線路ハ日本鉄道会社線ノ松川摺上川ノ中間東京ヲ距ル百六十八哩四十九鎖ニ起リ西向シテ小川ニ接シタル山側ニ傍ヒ漸次三十分一ノ勾配シ以テ上リ松川ノ岸側ニ出,水上数百呎ノ山腹ヲ通過シ断崖シ鏟リ深谷ヲ塡メニ十九ケ所ノ隊道ヲ穿チ六ケ所ノ高橋ヲ架シ板谷駅ノ北ニ当ル山腹シ紆達シテ北岸ニ移り五千六百十呎ノ隧道ヲ穿チ夫ョリー哩余ノ間北岸ノ山腹ヲ迂回シテ南岸ニ転シ大沢駅シ経テ関根ニ出ルモノナリ此線路ノ最高点ハ海面上二千四十二呎ニシテ板谷峠ノ前後十八哩間ハ四十分一乃至三十分一ノ勾配ヲ連用スルモノトス而シテ線路ノ長ハ第一線ニ比スレハ僅ニ一哩余ノ過長ト雖橋梁隧道ノ延長土功ノ数量等シ同線ニ比較スレハ概ネ倍額以上ニ及へリ
茂庭線 此線路ハ前記板谷第二線ト同一ノ起点ニシテ左旋シテ飯阪町経漸次山間ニ入リ湯野茂庭梨平名号ノ村落ヲ経上進スルニ随ヒ山勢倍々嶮峻両崖相迫リ屈曲亦甚シク漸ク上リテ稲子沢ニ至リ茂庭峠ノ下ニ達ス此高度ハ板谷峠ト相似タリ此ニ延長九千六百三十六呎ノ隧道ヲ穿チ尚ホ急峻ナル山側ヲ迂選シ高房等ノ山腹ニ沿フテ降下スル為蹄鉄形ノ迂路シ取リ漸クニシテ和田村ニ下リ平野ヲ横断シテ米沢ニ達ス此線路モ亦タ最急勾配三十分一シ極度トセシモノニシテ其隧道前後ニ於テ三十分一乃至四十分一シ連用スル十哩五十二鎖=及へリ距離ハ板谷第一線ニ比スレハ五哩半余ノ剰長タリ而シテ飯阪,和田間ニ施スヘキ工事ハ実ニ巨大ノ数ニシテ土工凡七十万九千坪隧道十七ケ所高橋三ケ所ヲ要ス

### 開業後

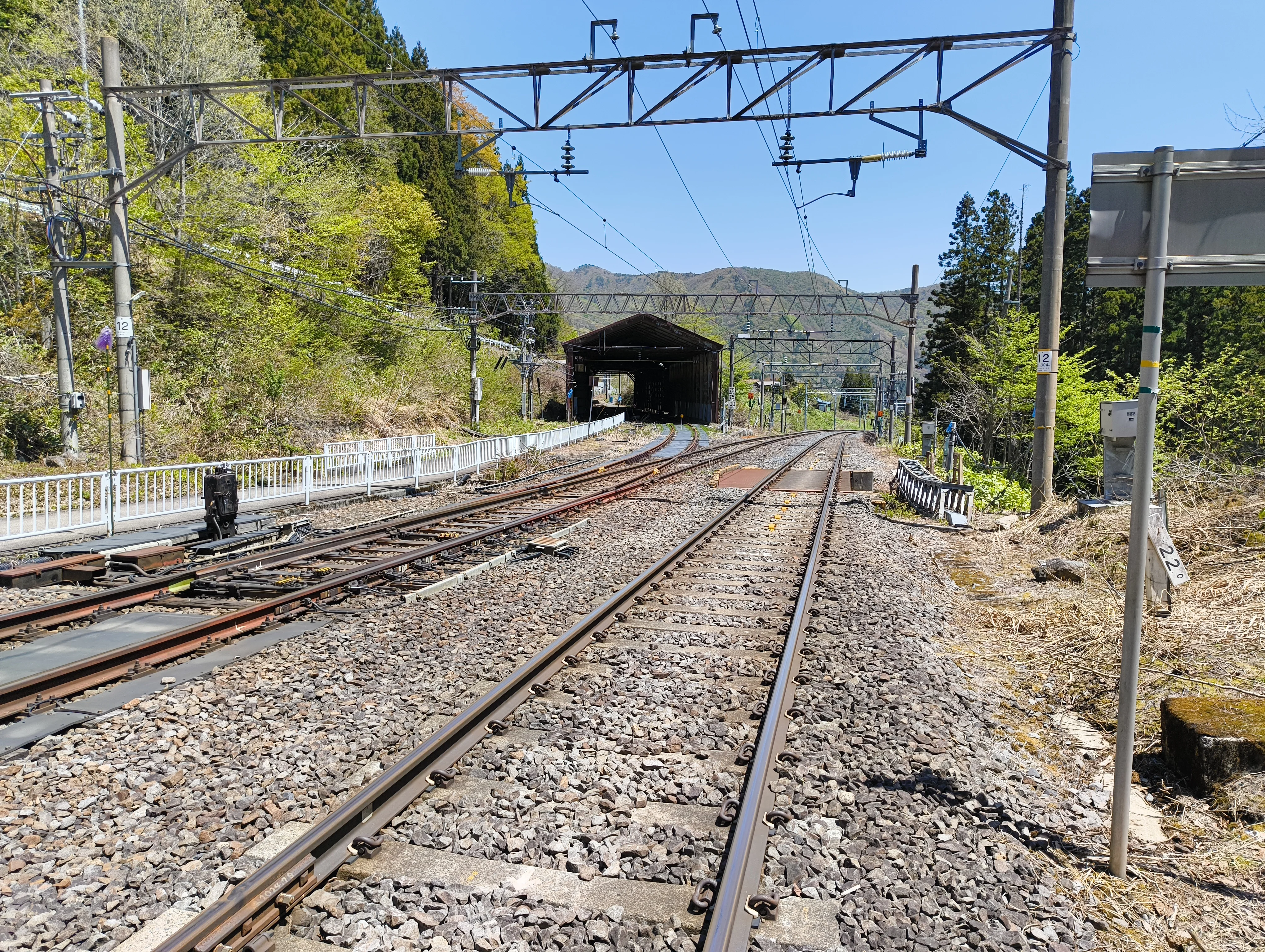
本線福島方とスイッチバック線（板谷駅）

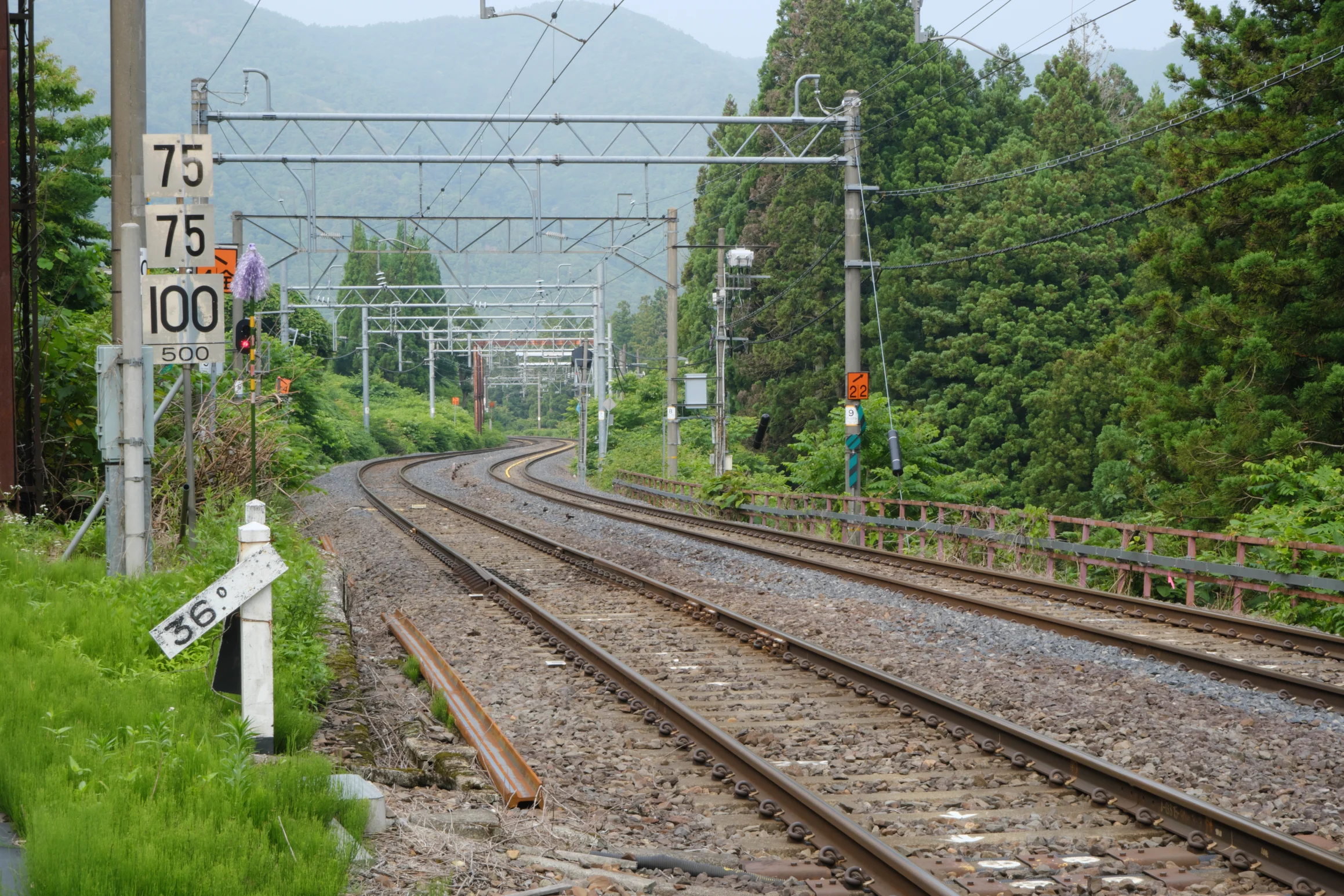
板谷駅付近に配置されている36‰勾配標

最終的には当初有力だったアプト式は採用されなかったものの、約22 kmにわたり最大33.0‰（1,000 mあたり33 mの高低差）、部分的には38.0‰の勾配、かつ半径300 m前後の急曲線や19箇所のトンネルが連続して存在する線形となり、地形や予算上の制約からも峠の途中にある赤岩駅、板谷駅、峠駅、大沢駅は4駅連続でのスイッチバック駅となった。そのため古くから勾配対策として補助機関車（補機）を使用し、後には当区間の厳しい条件に対応した特殊設計の機関車を投入した。
また、奥羽本線は山形・秋田の両県や津軽地方と東京を結ぶ重要な輸送路であることから、戦前より急行列車や多くの貨物列車が運転されていたが、板谷峠の急勾配は急行列車といえども低速運転となっただけでなく、途中のスイッチバック駅には通過線が存在しない配線であったことから、全列車各駅停車での運転を強いられた。またスイッチバック駅は構内の有効長も余裕がなく、大型の蒸気機関車 (SL) を導入した後も列車の牽引定数は300 tに制限されていた。
このため1949年（昭和24年）4月29日には周辺線区に先駆けて直流電化を実施し、付随してトンネルの改修やスイッチバック駅を通過できるようにする改良工事を行い、スピードアップと牽引定数の引き上げが図られた。
その後、1968年9月22日に東北本線や米沢駅以北の区間と電化方式を共通化するため交流電化に変更され、同時に輸送力改善のため庭坂駅 - 赤岩駅間と大沢駅 - 関根駅間を複線化。さらに1970年6月30日には赤岩駅 - 板谷駅間、1971年9月17日には板谷駅 - 大沢駅間が複線化され、庭坂駅 - 関根駅間の全線複線化を完了した。
1961年10月1日から、東北本線・奥羽本線ではキハ80系気動車による特急「つばさ」の運転が開始された。「つばさ」は当初から福島 - 米沢間で補機として電気機関車を連結しての運転が行われ、一時期は大出力機関を積んだキハ181系による単独運転となったが、過負荷運転による故障が続出したことから、1975年11月24日に485系の導入によって電車化されるまで補機の連結が続けられた。なお、それ以外の気動車列車については、近年まで液体式であったためトルクコンバータによるトルク増幅効果の恩恵があったことから、補機を連結せずに単独で運転していたが、板谷峠区間では速度低下が著しかったのみならず、エンジンへの負担も著しく増大していた。板谷峠で運用されていた気動車は、「つばさ」を除いて低出力の部類に入るDMH17系エンジンの車両が主力であった。このため、板谷峠では時に20 km/hを切る超低速運転となるなど、所要時間面でも著しく不利であった。しかしそのような状態にもかかわらず、板谷峠区間どころか東北地方へのキハ65形の導入については、現場より投入の要望があったものの実現しなかった。
客車列車では、寝台特急「あけぼの」が1970年7月1日の運転開始（当初は臨時列車。定期列車としての運転開始は同年9月30日）から後述する改軌工事により運転経路が変更された1990年（平成2年）8月31日まで、一時期を除き電気機関車の重連運転で板谷峠を越えていた。

### 新幹線規格に改軌
1980年代に入ると、在来線を標準軌に改軌して新幹線との直通運転を行う新在直通運転（ミニ新幹線）の構想が具体化し、その第一陣として福島 - 山形間は標準軌に改軌されることになった。改軌工事が本格化した1990年3月10日に赤岩駅、同年9月1日には板谷駅、峠駅、大沢駅のスイッチバックが相次いで廃止された。これらの駅はホームを本線上に移転して存続したが、赤岩駅については周辺地域の過疎化もあり、2021年（令和3年）3月12日付で廃止された。
1992年4月には山形新幹線が開業し、板谷峠を挟む奥羽本線の福島 - 山形間はミニ新幹線区間に組み込まれた。しかし現在でも連続する急カーブはスピードアップの妨げとなっており、悪天候時には運行の大きな障害となるため、山形県が設置した山形新幹線機能強化検討委員会では、板谷峠の下に長大トンネルを掘ってこの難所を解消することが検討されている（山形新幹線#新トンネル整備構想も参照）。

### 板谷峠区間の主力機関車
- 非電化時代
  - 2120形 (B6) - 9150形 (F1) - 9200形 (F2) - 4100形 - 4110形 - E10形

大正時代には3980形が試験的に使用されたほか、4110形の老朽化が深刻化した戦中戦後の混乱期に9600形や8620形が入線したこともあった。9600はともかく、8620は空転が多く、火床があおられて蒸気の圧力が上がらなかった。結局、老朽化の目立つ4110が安定していた。より強力なD51の応援が求められたが、スイッチバック形状の駅が多い上に線路有効長が短い関係からテンダー機の大きさは9600が限度であった。
- 直流電化時代 
  - EF15形 - EF16形 - EF64形0番台
- 交流電化時代 
  - ED78形 - EF71形

## 道路
板谷と米沢を結ぶ板谷街道上の峠で、現在は山形県道232号板谷米沢停車場線が通る。国土地理院の地形図では、板谷峠は県道232号から外れて峠駅へ向かう道路上（北緯37度48分35秒 東経140度15分03秒 / 北緯37.809587度 東経140.250923度）にあるが、その道は米沢へ通じていない。
明治時代に栗子峠を通る萬世大路が開鑿され、さらに自動車用に改良されて以来、板谷峠は幹線道から外れた道筋となった。2017年（平成29年）に開通した東北中央自動車道も、栗子峠直下を栗子トンネルで通過する経路となっている。